# Ommatius hanebrinki
Ommatius hanebrinki är en tvåvingeart som beskrevs av Scarbrough och Rutkauskas 1983. Ommatius hanebrinki ingår i släktet Ommatius och familjen rovflugor. Inga underarter finns listade i Catalogue of Life.